# Осоївська сільська рада
Осо́ївська сільська́ ра́да — колишній орган місцевого самоврядування у Краснопільському районі Сумської області. Адміністративний центр — село Осоївка.

## Загальні відомості
- Населення ради: 1 395 осіб (станом на 2001 рік)

## Населені пункти
Сільській раді підпорядковані населені пункти:
- с. Осоївка
- с. Марченки

## Склад ради
Рада складається з 16 депутатів та голови.
- Голова ради: Бондар Олександр Володимирович
- Секретар ради: Змисля Лариса Григорівна

### Керівний склад попередніх скликань
| Прізвище, ім'я, по батькові    | Основні відомості                                                                     | Дата обрання | Дата звільнення |
| ------------------------------ | ------------------------------------------------------------------------------------- | ------------ | --------------- |
| Патютько Микола Григорович     | Сільський голова, 1969 року народження, член Всеукраїнського об'єднання «Батьківщина» | 26.03.2006   | 31.10.2010      |
| Бондар Олександр Володимирович | Сільський голова, 1982 року народження, освіта вища, безпартійний                     | 31.10.2010   |                 |

Примітка: таблиця складена за даними сайту Верховної Ради України